# Cucina ecuadoriana

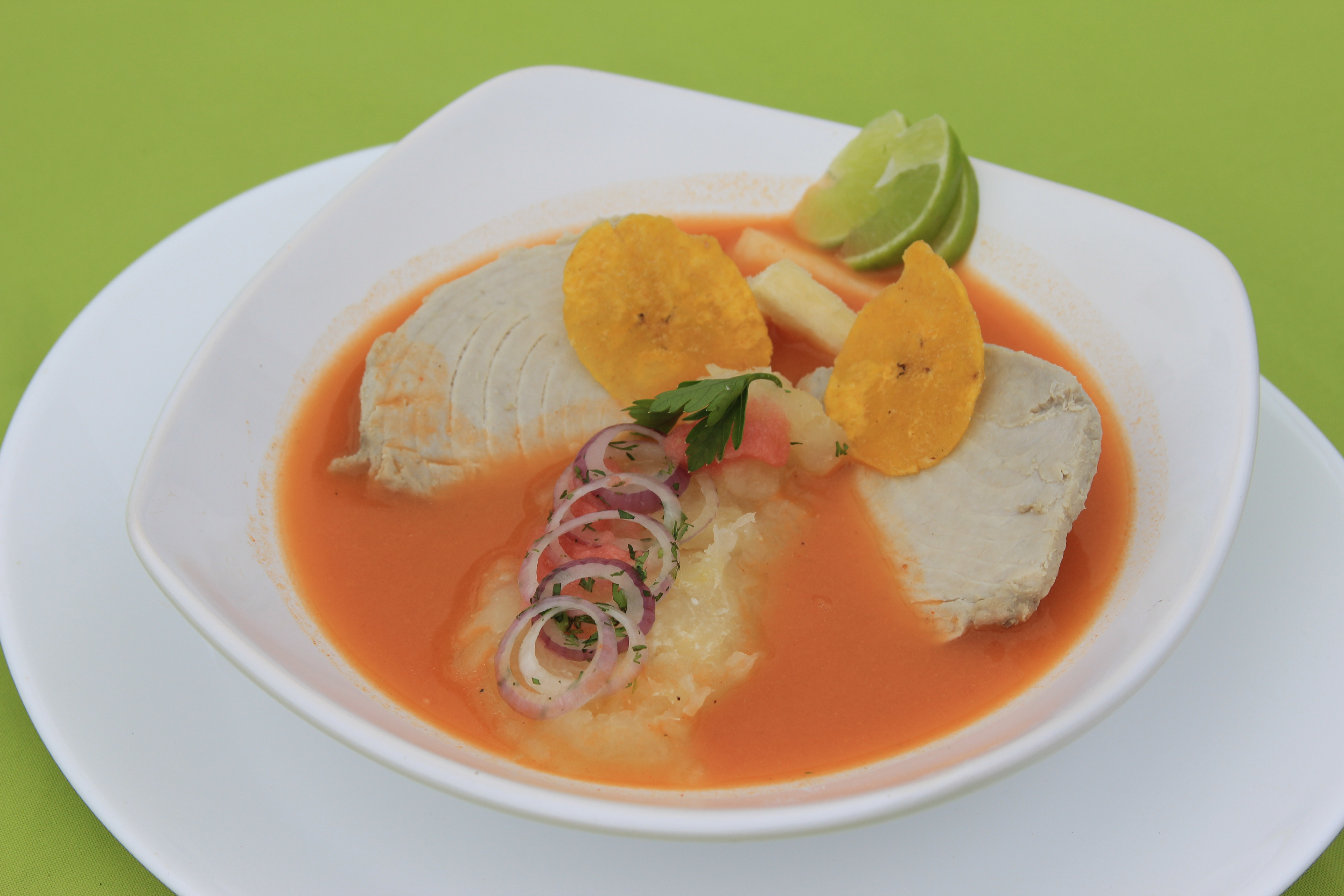
L'encebollado, una zuppa di pesce tipica della regione Costa, è spesso consumato per colazione o metà mattinata.

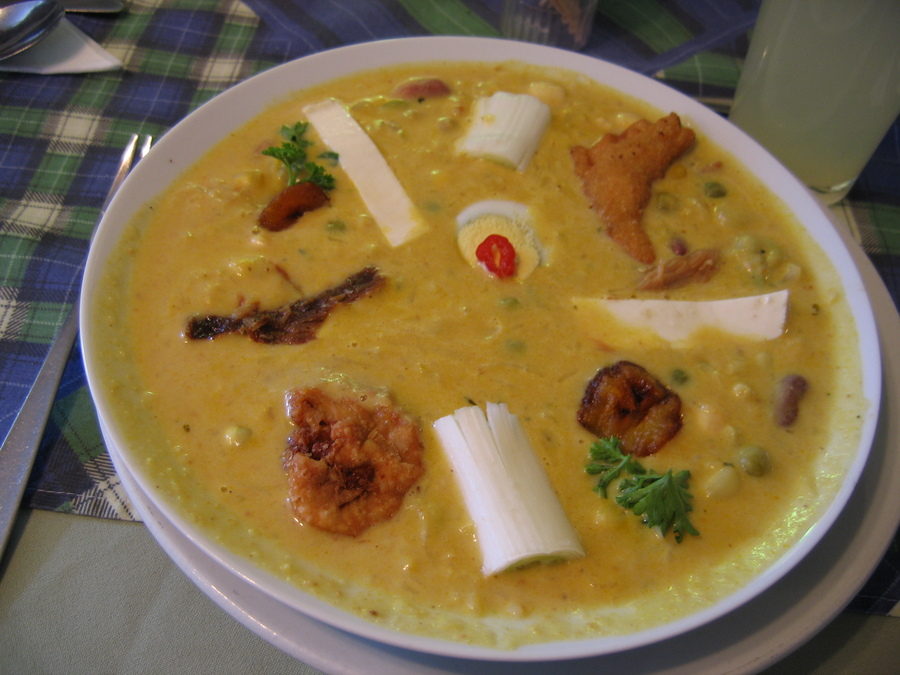
La fanesca è una zuppa servita come da tradizione durante la Settimana santa.

La cucina ecuadoriana è abbastanza variegata e i piatti variano a seconda delle regioni naturali di appartenenza, che in Ecuador sono quattro: la Costa, la Sierra, l'Amazzonia ecuadoriana e le isole, in particolare le Galápagos, la cui cucina è in parte assomigliante a quella della regione costiera. La cucina spagnola ha influenzato la sua storia e spesso i piatti derivano da una combinazione tra piatti spagnoli e antichi piatti dei popoli nativi, inoltre è stata influenzata anche da paesi limitrofi dell'America Latina.
Carne di maiale, pollo, manzo, e cuy (porcellino d'India) sono popolari nelle regioni montuose, e sono serviti con una varietà di alimenti ricchi di carboidrati, in particolare riso, mais e patate. Un piatto popolare nelle regioni montane è l'hornado, composto da patate e maiale arrosto. Altri esempi di cucina ecuadoriana sono i patacones (platano  fritto in olio) e seco de chivo (una specie di stufato di capra). È presente una grande varietà di frutta fresca, in particolare alle quote più basse, tra cui granadilla, naranjilla, diversi tipi di banane, uvilla, palmito, maracuja, e pomodoro arboreo (tomate de árbol).
Il cibo è un po' diverso nelle zone montuose del sud, con piatti tipici lojani, come il repe, una zuppa preparata con banane verdi, patate, maiale arrosto; e miel con quesillo, o cuajada, come dessert. Nella foresta pluviale, un punto fermo nella dieta è la yuca, chiamata altrove manioca. La radice viene pelata e bollita, o fritta, oppure utilizzata in una varietà di altri piatti. È anche usata per fare il pane e si è diffusa in tutta la nazione.

## Ingredienti

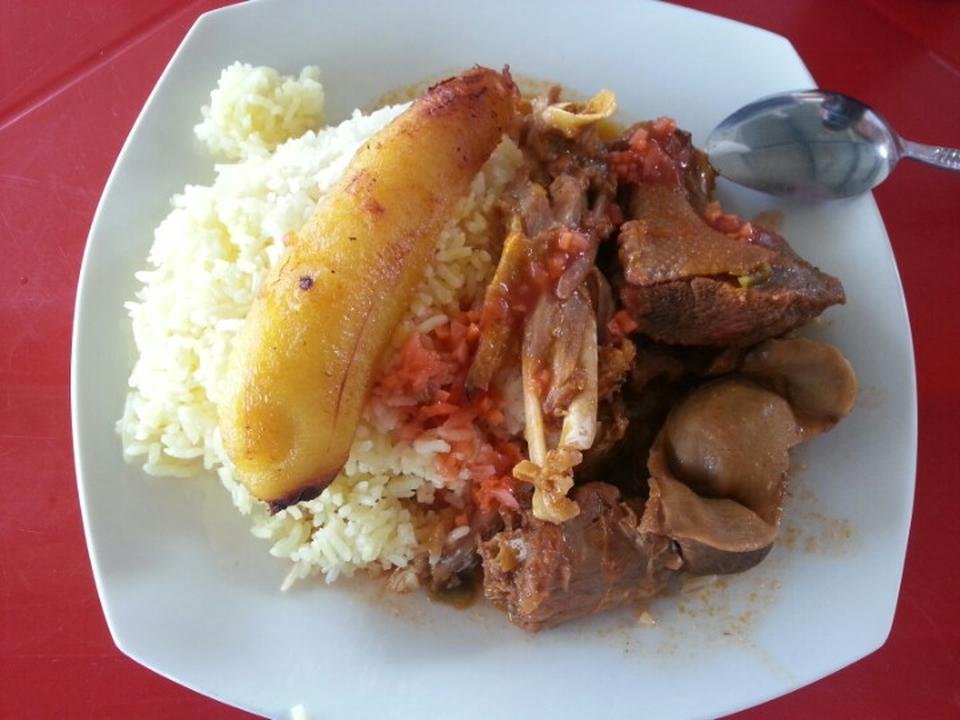
Seco de chivo (maschio della capra).

- Pesce: L'Ecuador ha una lunga zona costiera che può provvedere al fabbisogno di pesce anche delle grandi città dell'interno, e non solo delle zone limitrofe del litorale. La gastronomia ecuadoriana è ricca di ricette a base di pesce e frutti di mare (mariscos, parola che in spagnolo indica tutti gli animali marini invertebrati che siano commestibili, come molluschi, crostacei e altri come il riccio di mare). A seconda della zona sono comuni il pagro, il tonno, le sardine, la corvina, la liza, la cernia ecc., e frutti di mare come gamberi e gamberetti, bivalvi e gasteropodi vari, calamari, granchi, aragoste e polpi. Oltre al pesce di mare che proviene dalle acque dell'oceano Pacifico c'è anche il pesce d'acqua dolce dei numerosi fiumi del paese.[1] Si possono preparare piatti come l'encebollado, l'encocado, il ceviche, il bollo, la fanesca, il sancocho di pesce, ecc.
- Platano: L'Ecuador è un importante esportatore di platano, parente della banana comune ma meno dolce, che si consuma cotto quando è ancora verde oppure maturo, ed è un importante elemento nella gastronomia ecuadoriana, specialmente nella regione costiera. Il "verde" (platano ancora non maturo) viene consumato in vari modi: fritto (spesso come patacones)[3] o bollito, si prepara salato e la sua consistenza è relativamente dura. Il "maduro" (platano maturo, già di colore giallo)  viene anch'esso fritto o bollito ma è più tenero e dolciastro di quello verde. La comune banana dolce viene mangiata cruda, talvolta è usata anche per preparare dolci e bevande.[1]
- Mais: Il mais è uno dei cereali più coltivati nel paese.[2] Ne esistono decine di specie differenti, e ognuna di queste si divide a sua volta in diverse varietà. Il mais viene usato spesso per fare tortillas, ma si mangiano anche le pannocchie bollite (choclos), o la mazamorra, cui si può aggiungere del formaggio.
- Verdure e legumi: Le verdure presenti nella cucina ecuadoriana sono svariate: oltre al platano molto usata è la yuca,  la salsa di arachidi. i fagioli, le lenticchie e le patate, che accompagnano spesso vari piatti, soprattutto di carne.[1]
- Carne: Viene mangiata comunemente carne bovina, suina, ovina e di pollo, mentre non viene consumata la carne equina. Alcuni piatti si combinano con diverse verdure in vari tipi di secos, cioè piatti composti da pezzi di carne servita con riso cotto al vapore[1]. Tra i piatti esotici c'è il cuy, che viene solitamente cotto alla brace in diverse parti del paese, anche in occasione di eventi speciali[7]. La carne di maiale si mangia in vari modi: come fritada[8], al forno (hornado), ed è la base di piatti come la chugchucaras, tipica di Latacunga[1], Popolari sono diversi tipi di zuppe e minestre cremose (sancochos, locros) a base di carne. È comune trovare nei mercati popolari la zuppa di gallina, spesso servita anche a colazione, oppure zuppe di interiora di vari animali, o con carne mista a verdure, come il yahuarlocro, una zuppa di patate con carne di agnello a cui viene unito anche il sangue[1].
- Cacao: Nel 1913 il 64 % delle esportazioni del paese consisteva nel cacao, e il paese dipendeva quasi totalmente dalla sua produzione. Fino agli inizi del XXI secolo quasi tutto il cacao prodotto era esportato per l'elaborazione del più fine cioccolato in diverse parti del mondo, tuttavia negli ultimi anni è nata un'importante industria chocolatera ecuadoriana, che è arrivata ad imporsi a livello mondiale vincendo diversi premi internazionali per la qualità e l'aroma dei suoi prodotti[9].

## Piatti e bevande per regione
Regione costa e Galápagos 
- Chupe
- Tigrillo
- Encebollado
- Bolón de verde
- Ceviche de camarón
- Ceviche de concha
- Ceviche de calamar
- Ceviche de pescado
- Ceviche de pulpo
- Ceviche de ostión
- Ceviche mixto
- Arroz con menestra y carne asada
- Patacón
- Crema de zapallo
- Guatitas
- Cazuela de pollo
- Encocado de camarón
- Encocado de pescado
- Cangrejada
- Caldo de salchicha
- Menestrón
- Sancocho
- Bolón de verde
- Mani quebrado
- Sopa de bagre
- Maduro con queso
- Hallaca
- Muchines
- Chucula
- Relámpagos
- Salprieta
- Corviches
- Viche
- Empanadas de verde
- Torta de maduro
- Torta de camote
- Torta de mani
- Tonga Manabita
- Arroz marinero
- Bollo
- Majado de plátano
- Aguado de gallina
- Tapao
- Atun y alcaparras
- Caldo de bolas de verde
- Camotillo
- Cuajada
- Sango de camarón
- Sango de pescado
- Sango de choclo
- Seco de Gallina Criolla
- Seco de chivo
- Seco de Chancho
- Seco de Pato
- Seco de Venado
- Seco de Guanta
- Tortilla de verde
- Chaulafán
- Langosta
- Mazamorra

 Regione Sierra 
- Fanesca
- Cuy asado con papas
- Cuy frito de Chaltura
- Locro de cuy
- Sopa de quinua
- Hornado
- Fritada
- Pan de los finados
- Buñuelos
- Helados de Salcedo
- Canelazo
- Mote pillo
- Mote sucio
- Mote pata
- Sopa de habas
- Cecina lojana de cerdo
- Yahuarlocro
- Llapingachos
- Tortillas de maíz
- Tortillas de maíz en tiesto
- Choclos con queso
- Empanadas de morocho
- Empanadas de viento
- Sopa de arroz de cebada
- Caldo de pata
- Arrope de Mora
- Nogadas
- Chivo al Hueco
- Repe blanco
- Chanfaina
- Gallina cuyada

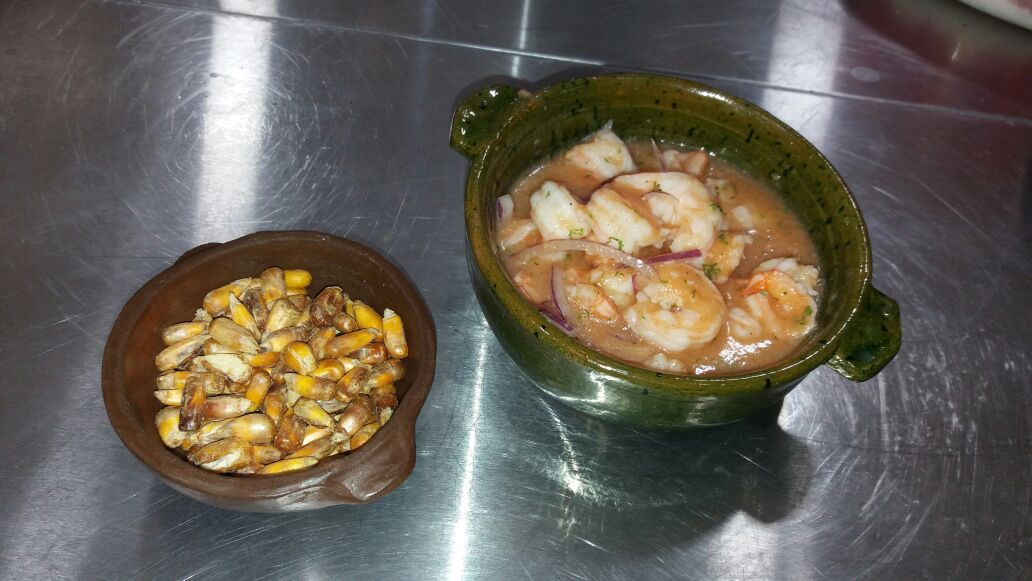
Ceviche di gamberi (camarón) all'ecuadoriana.

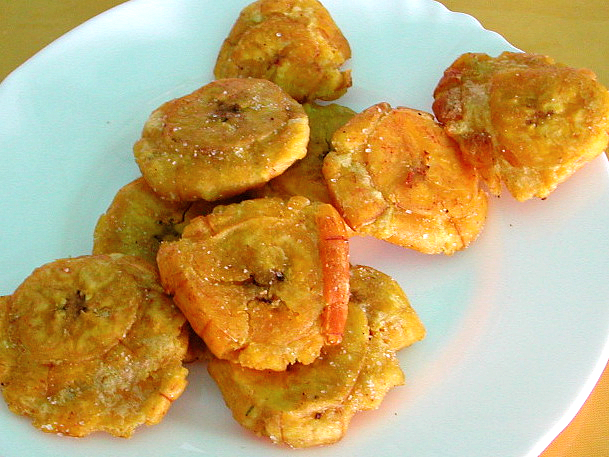
Patacones, popolare contorno della regione costiera dell'Ecuador

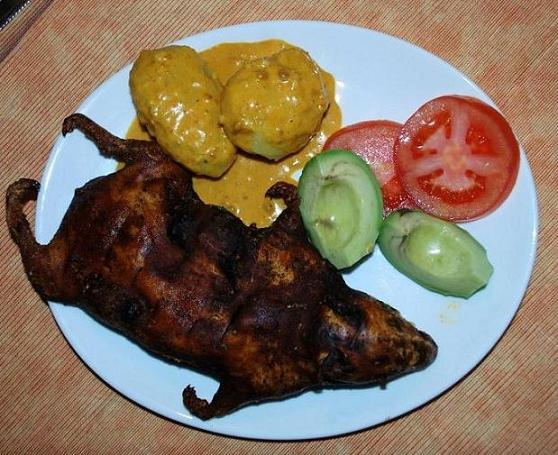
Il cuy asado, tipico della regione Sierra.

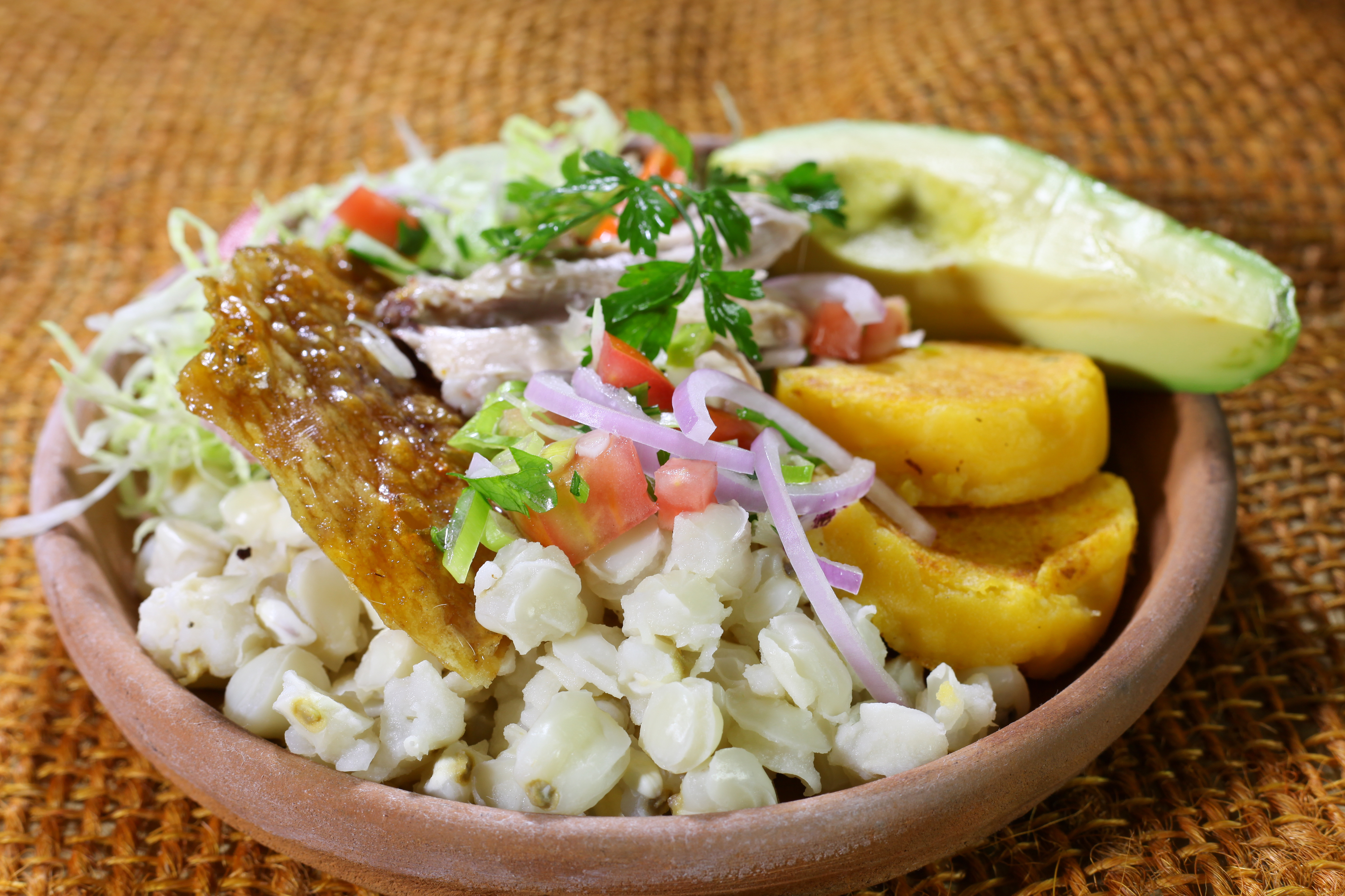
Hornado (maiale al forno), tipico della regione Sierra.

- Locro de Papas (Quiteño y cuencano)
- Papas con sangre
- Allullas con queso de hoja
- Ceviche de Chochos
- Menudo
- Tripa mishki
- Quimbolitos
- Pan de Ambato
- Chocolate ambateño
- Pan de Pinllo
- Gallina de Pinllo
- Caldo de 31
- Conejo asado de Ficoa
- Ají de cuy
- Ají de carne
- Sopa de arveja con guineo
- Timbushca
- Cariucho de gallina
- Carnes coloradas
- Humitas de sal
- Humitas de dulce
- Tamal lojano
- Chugchucaras
- Chicha de jora
- Chicha de maíz
- Jucho o pulcha perro
- Chigüiles, chihuiles chibiles, chiviles o chihuilas
- Papas con cuero
- Morcilla
- Guaguas de pan
- Trucha frita
- Trucha asada
- Sopa de trucha

 Regione amazzonica 
- Seco de Guanta
- Maito de guanta
- Maito de tilapia
- Maito de carachama
- Maito de cachama
- Maito de menudencia de pollo
- Maito de chontacuro
- Pincho de chontacuro
- Sopa de cachama
- Sopa de carachama
- Ceviche de hongos
- Ceviche de palmito
- Ceviche de volquetero
- Chicha de chonta
- Chicha de yuca
- Chicha masticada de yuca
- Ayampaco
- Guatusa
- Buñuelos de yuca
- Armadillo
- Ancas de rana
- Guayusa
- Ayahuasca